# Emasculador

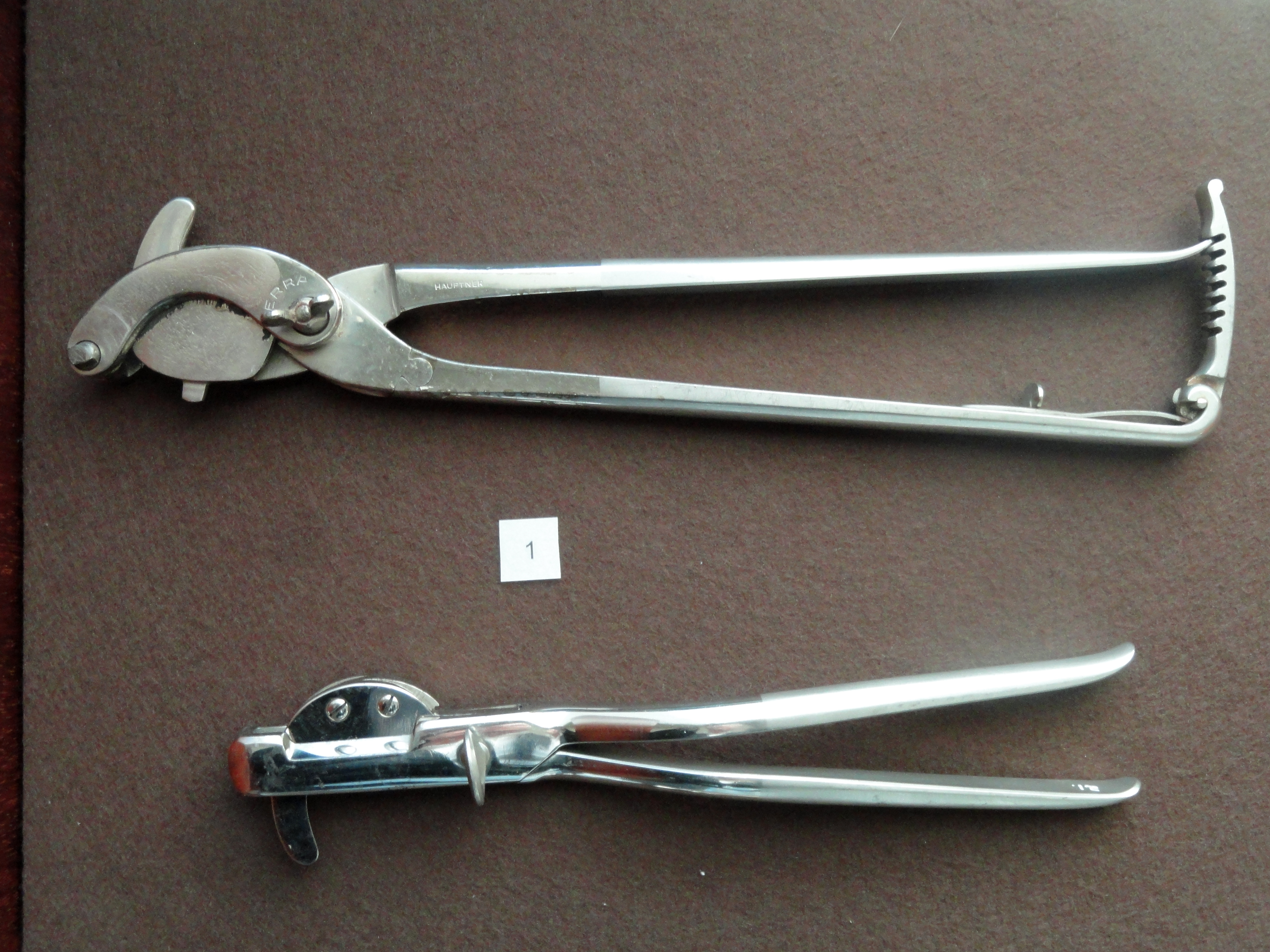
Dois emasculadores de diferentes tamanhos utilizados para diferentes tamanhos de animais.

Emasculador é uma ferramenta utilizada para auxiliar na castração de animais. Sua função é simultaneamente esmagar e cortar o cordão espermático, controlando o fluxo sanguíneo e diminuindo o risco de hemorragia enquanto retira o testículo do animal.
Apesar de ser uma técnica viável e de fácil aplicabilidade na prática veterinária, a utilização do emasculador apresenta maior incidência de
sangramento quando comparada com outras ferramentas voltadas para castração de animais.